# Bakteriofág

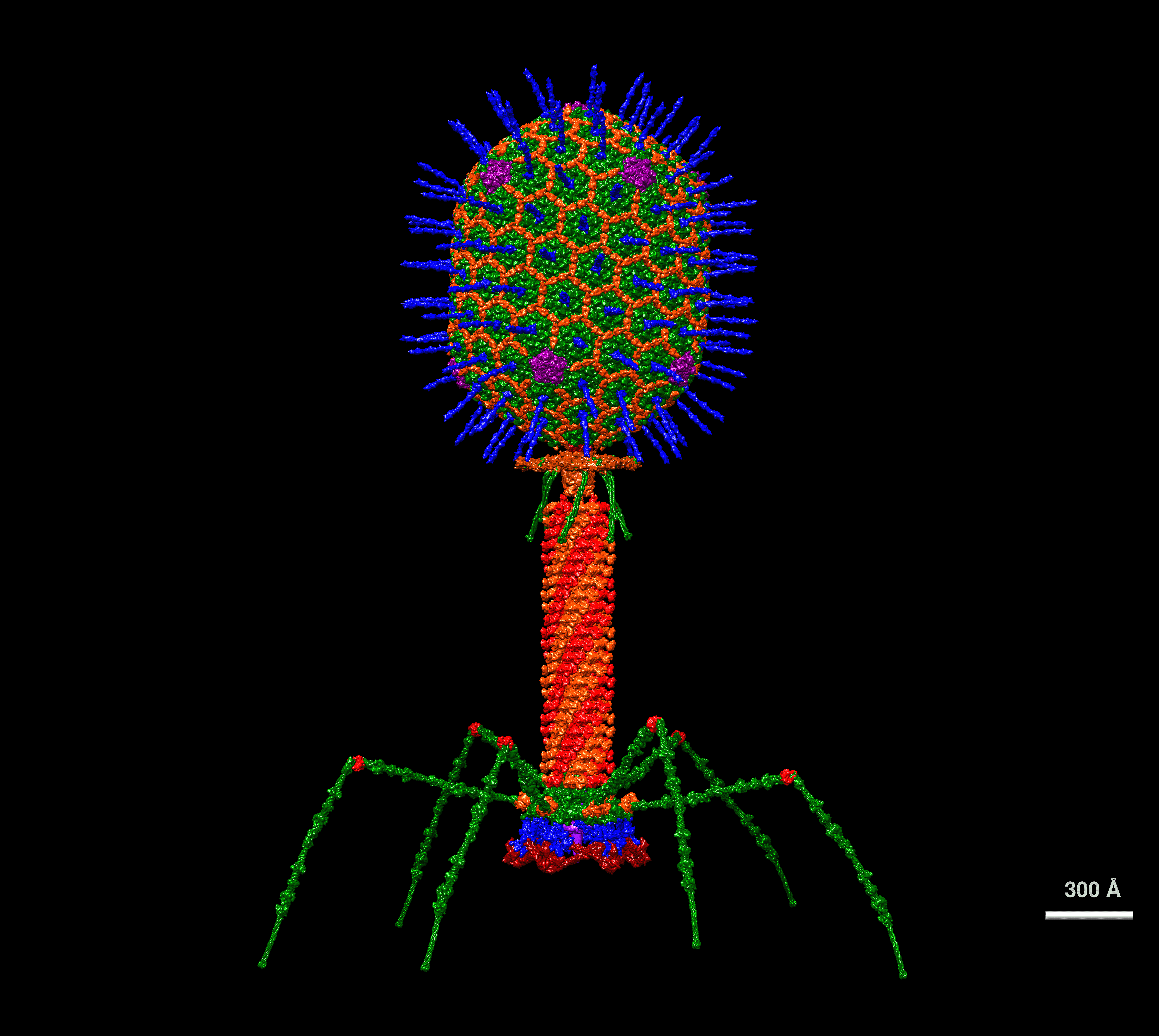
Strukturní model bakteriofága T4

Diagram typického bakteriofága

Bakteriofág (odvozený ze slov bakterie a fagein – řecky φᾰγεῖν, „jíst“), zkráceně fág, je obecný název pro virus infikující bakterie.
Bakteriofágy jsou nejpočetnějším biologickým objektem v biosféře, jejich počet se odhaduje na 1031 částic. Můžeme je najít na všech místech osídlených jejich bakteriálními hostiteli, jako například půda nebo střeva živočichů. Jedním z nejkoncentrovanějších nalezišť fágů a dalších virů je mořská voda, ve které bylo nalezeno až 9 ⋅ 108 virionů na mililitr a až 70 % mořských bakterií jimi může být infikováno. Fágy byly dlouho považovány za neživé objekty, protože nemají vlastní metabolismus, nereagují na změny okolí a pro svoje rozmnožování využívají bakterie, ale v současnosti jsou oficiálně označovány jako tzv. živé nebuněčné entity.
Bakteriofágy jsou výrazně menší než bakterie, jejich velikost se pohybuje obvykle mezi 20 a 200 nm.
Typická stavba fágů zahrnuje bílkovinnou kapsidu a v ní uzavřený genetický materiál.
Na kapsidu krčkem navazuje bičík s bičíkovou pochvou, bazální destičkou a vlákny bičíku sloužícími k přichycení na povrch bakterie.
Genetický materiál je tvořen DNA nebo RNA, a to jednovláknová (ssDNA – angl. single-stranded) i dvouvláknová (dsDNA – double-stranded), kružnicová i lineární, dlouhá 5000 až 500 000 nukleotidů.
Po 60 let byly fágy užívány v Sovětském svazu jako alternativa k antibiotikům. Po objevení penicilinu a jeho zavedení do klinické praxe se však pozornost zaměřila na antibiotika a fágy ustoupily do pozadí. Jejich výzkum se udržel jedině v bývalém Sovětském svazu, zejména v Eliavově institutu v gruzínském Tbilisi, který funguje dodnes a vyrábí bakteriofágové preparáty k léčbě bakteriálních infekcí. V současnosti však fágy zažívají celosvětový "comeback", zejména kvůli neustále rostoucímu počtu multirezistentních kmenů bakterií (např. Staphylococcus aureus, Pseudomonas aeruginosa, atd.).

## Historie
Už v roce 1896 si chemik E. H. Hankin všiml, že nějaká látka v řece Ganze ničí bakterii Vibrio cholerae způsobující choleru. V roce 1915 pak britský mikrobiolog Frederick W. Twort izoloval objekty, které byly o několik let později nazvány bakteriofágy - totiž „požírači bakterií“. Kromě Tworta se na objevu bakteriofágů podílel i francouzsko-kanadský mikrobiolog Félix d'Hérelle, který fágy izoloval v roce 1917 nezávisle na něm a později je úspěšně použil k léčbě úplavice (právě on je autorem termínu bakteriofág).

## Bakteriofágy jako léky (fágová terapie)
Bakteriofágy jsou schopné lyzovat napadené bakterie, mohou proto sloužit jako účinná antibakteriální léčiva. Problém je v tom, že každý druh bakteriofága napadá jen konkrétní druh bakterie, ve velké většině případů však pouze několik kmenů v rámci tohoto druhu. Aby byla léčba účinná, musí se nejprve přesně určit konkrétní bakteriální druh a kmen, který způsobil infekci, a pak podat pacientovi přesně vybrané bakteriofágy.
Léčba pomocí bakteriofágů je tedy časově náročnější než např. použití širokospektrálních antibiotik. Ovšem vzhledem k tomu, že v současnosti je již mnoho bakteriálních kmenů rezistentních vůči nejméně jednomu antibiotiku (některé nemocniční kmeny Staphylococcus aureus (lidově „zlatý stafylokok“) jsou rezistentní vůči všem běžně používaným antibiotikům včetně vankomycinu, který je tzv. antibiotikem první volby u komplikovaných infekcí) se nakonec fágy ukazují jako lepší varianta. Fágová terapie má oproti antibiotikům mnoho velkých výhod, např.:
1. Bakterie si v dlouhodobém horizontu nedokáží vytvořit rezistenci k bakteriofágům, protože fágy taktéž mutují a některé z těchto mutací pomohou překonat bakteriální rezistenci („nikdy nekončící závod“)
2. Fágy jsou vysoce specifické, konkrétní fág (nebo úzká skupina fágů) je schopen infikovat pouze konkrétní bakteriální kmen (nebo úzkou skupinu kmenů), a tak chrání mikroflóru organismu.
3. Příprava a výroba bakteriofágových preparátů je mnohem levnější než zavedení nového antibiotika.
4. Produkce fágových preparátů je taktéž nesrovnatelně rychlejší než zavádění nových antibiotik.

## Toxiny kódované bakteriofágy
Kromě užitečných vlastností, které mají bakteriofágy jako ničitelé bakterií, však mohou také negativně ovlivňovat průběh bakteriálních infekcí zvířat a člověka.
Po infekci bakteriální buňky mohou totiž přejít do latentního, lyzogenního stavu, kdy se bakteriofág (resp. už pouze jeho nukleová kyselina) začlení do genetické informace buňky. Fág v tomto stavu se označuje jako tzv. profág. Zpětný proces, vyčlenění (excize) z bakteriální DNA a přechod do lytické fáze (replikace a lyze buňky), může nastat při „stresu“ bakteriální buňky vyvolaném např. zvýšenou teplotou, UV zářením nebo některými antibiotiky. Fágy v lyzogenním stavu jsou součástí bakteriální DNA a jsou spolu s ní také replikovány při buněčném dělení. V genomu některých bakteriofágů se vyskytují geny pro toxiny, které tím lyzogenizovaná bakterie (bakterie s profágem) má možnost produkovat. Takto se i z relativně neškodné bakterie může stát vysoce patogenní původce onemocnění.
Tento proces, kdy bakterie díky profágu získá nové vlastnosti, se nazývá lyzogenní konverze. Ta může být pozitivní, což je případ zisku genu pro toxin, ale i negativní, kdy profág svým začleněním do některého z genů bakterie přeruší jeho sekvenci, a tím gen inaktivuje. Příkladem pozitivní lyzogenní konverze je bakterie Corynebacterium diphteriae způsobující záškrt - při lyzogenizaci bakteriofágem B začne produkovat toxin, který je kódován fágovým genem. Infekce takovými bakteriemi je mnohem vážnější než „obyčejný“ záškrt. Stejně tak některé kmeny Escherichia coli, neškodné bakterie, která žije jako komenzál v tlustém střevě, mohou způsobovat vážné zdravotní potíže (enterohemoragická E. coli). Tyto kmeny jsou s největší pravděpodobností také infikované bakteriofágem, jehož genetická informace způsobuje patogenitu těchto kmenů.
S vazbou na předchozí část (Bakteriofágy jako léky (fágová terapie)) je nutno doplnit, že fágy užívané ve fágové terapii nejsou schopny existovat ve stavu profága, a tím nemají možnost ovlivňovat průběh bakteriálních infekcí lyzogenní konverzí. To je velmi důležité, protože pokud by tuto schopnost měly, místo vyléčení nemocného by mohly jeho stav naopak výrazně zhoršit.